# Inga campanulata
Inga campanulata är en ärtväxtart som beskrevs av George Bentham. Inga campanulata ingår i släktet Inga och familjen ärtväxter. Inga underarter finns listade i Catalogue of Life.